# Port lotniczy Santa Rosa
Port lotniczy Santa Rosa (IATA: RSA, ICAO: SAZR) – port lotniczy położony w Santa Rosa de Toay, w prowincji La Pampa, w Argentynie.

## Linie lotnicze i połączenia
- Aerolíneas Argentinas (Buenos Aires-Jorge Newbery)